# Irving Wallace

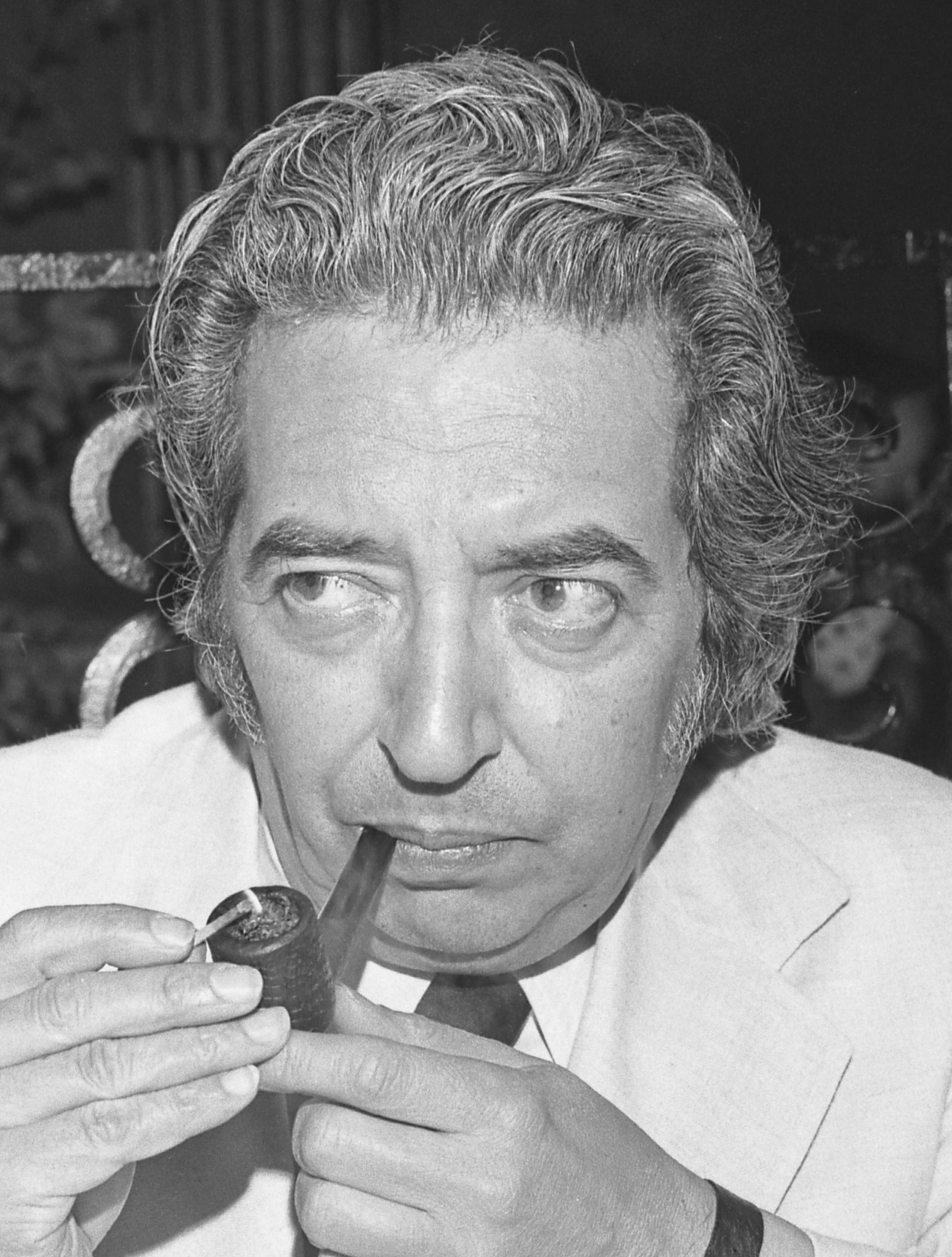
Irving Wallace (1972)

Irving Wallace (ur. 19 marca 1916 w Chicago, zm. 29 czerwca 1990 w Los Angeles) – amerykański pisarz i scenarzysta; autor tłumaczonych na kilkanaście języków powieści obyczajowych, dreszczowców i (jako współautor) książek niebeletrystycznych. W swojej twórczości lubił poruszać tematy kontrowersyjne, związane z seksem, pornografią, religią i wolnością słowa. Karierę pisarską rozpoczął w wieku 15 lat jako dziennikarz.
W latach 1948–1958 pisał scenariusze do hollywoodzkich filmów, m.in. The West Point Story, The Big Circus. Literacko debiutował w 1959. Sławę przyniosła mu druga, sfilmowana przez George’a Cukora powieść The Chapman Report (1962).